# Sono Bisque Doll wa Koi o Suru
Sono Bisque Doll: Minha Adorável Cosplayer (japonês: その着せ替え人形は恋をする, Hepburn: Sono Bisuku Dōru wa Koi o Suru, lit. "Aquela boneca de porcelana se apaixona") também conhecido no ocidente como My Dress-Up Darling, é uma série de mangá escrita e ilustrada pela Shinichi Fukuda. Os capítulos do mangá são lançados pela revista Young Gangan, da editora Square Enix, publicado de janeiro de 2018 até 21 de março de 2025. Uma adaptação para anime produzida pelo estúdio CloverWorks estreou em 8 de janeiro de 2022. O mangá de Sono Bisque Doll chegou a marca de 10 milhões de cópias em circulação.

## Enredo
A paixão de Wakana Gojo por confeccionar bonecas hina faz com que ele esconda seus interesses devido a traumas sociais. No entanto, quando sua colega de classe, Marin Kitagawa, descobre seu talento, ela enxerga além de suas aparentes idiossincrasias e o encoraja a criar trajes de cosplay. Com o apoio de Marin, Wakana deixa de se isolar e começa a ganhar confiança. Trabalhando juntos, eles criam trajes únicos e belos, mostrando seus talentos e verdadeiras identidades.

## Personagens
Wakana Gojo (五条 新菜, Gojō Wakana)
Voz de: Shōya Ishige
Dublado por: Vini Estefanuto, Rodrigo Cagiano (criança) (Brasil);
Um estudante do primeiro ano do ensino médio. Sendo órfão, ele foi criado por seu avô, um artesão de bonecas Hina, que também o inspirou a se tornar um kashira-shi (頭師), um artesão que faz a cabeça de uma boneca Hina. Wakana tem um físico grande com mais de 180 cm de altura, mas tem baixa auto-estima e é recluso devido a uma amarga lembrança de ter sido criticado por sua amiga de infância, que achava que um menino não deveria brincar com bonecas. Da mesma forma, ele escondeu seus hobbies de fazer bonecas e não tinha amigos de verdade até conhecer Marin. Ele tem uma queda por Marin e só se aproxima dela à medida que trabalham juntos.
Marin Kitagawa (喜多川 海夢, Kitagawa Marin)
Voz de: Hina Suguta
Dublado por: Nathalia Guillen (Brasil);
Uma garota com a aparência de um gyaru, que tem uma personalidade extrovertida e está na mesma classe que Wakana. Ela é bastante enérgica e proativa, mas desajeitada com detalhes e não é particularmente habilidosa em trabalhos manuais. Ela é uma otaku com uma ampla gama de preferências, desde animes de garotas mágicas até videogames para adultos. Depois de um cosplay de estreia de sucesso, Marin se aproxima de Wakana e acaba se apaixonando por ele. Sua mãe morreu quando ela era jovem e seu pai está ocupado com o trabalho.

## Mídia

### Mangá
Escrita e ilustrada pela Shinichi Fukuda, a série começou a serialização na revista Young Gangan publicados desde 19 janeiro de 2018. A editora Square Enix, começou fazer volumes tankōbon de 24 de novembro de 2018 até 21 de março de 2025. No Brasil, a série é licenciada pela editora Panini desde fevereiro de 2023 com o título Sono Bisque Doll: Minha Adorável Cosplayer.

#### Lista de Volumes
| N.º | Publicação original    | Publicação original                      | Publicação licenciada   | Publicação licenciada                    |
| N.º | Data de lançamento     | ISBN                                     | Data de lançamento      | ISBN                                     |
| --- | ---------------------- | ---------------------------------------- | ----------------------- | ---------------------------------------- |
| 1   | 24 de novembro de 2018 | 978-4-7575-5920-2                        | 24 de fevereiro de 2023 | 978-65-259-1437-4                        |
| 2   | 24 de novembro de 2018 | 978-4-7575-5921-9                        | 14 de abril de 2023     | 978-65-259-1162-5                        |
| 3   | 25 de maio de 2019     | 978-4-7575-6138-0                        | 29 de junho de 2023     | 978-65-259-0988-2                        |
| 4   | 25 de outubro de 2019  | 978-4-7575-6355-1                        | 14 de setembro de 2023  | 978-65-259-0743-7                        |
| 5   | 25 de maio de 2020     | 978-4-7575-6657-6 978-4-7575-6658-3 (EE) | 5 de dezembro de 2023   | 978-65-259-0504-4                        |
| 6   | 25 de novembro de 2020 | 978-4-7575-6959-1                        | 20 de janeiro de 2024   | 978-65-259-2253-9                        |
| 7   | 24 de abril de 2021    | 978-4-7575-7212-6 978-4-7575-7213-3 (EE) | 14 de fevereiro de 2024 | 978-65-259-2061-0                        |
| 8   | 25 de outubro de 2021  | 978-4-7575-7344-4 978-4-7575-7345-1 (EE) | 23 de março de 2024     | 978-65-259-1957-7 978-65-259-1951-5 (EE) |
| 9   | 25 de março de 2022    | 978-4-7575-7837-1                        | 23 de abril de 2024     | 978-65-259-1888-4                        |
| 10  | 24 de setembro de 2022 | 978-4-7575-8101-2 978-4-7575-8102-9 (EE) | 30 de maio de 2024      | 978-65-259-1718-4                        |
| 11  | 25 de março de 2023    | 978-4-7575-8425-9 978-4-7575-8426-6 (EE) | 6 de julho de 2024      | 978-65-259-1590-6                        |
| 12  | 25 de setembro de 2023 | 978-4-7575-8748-9 978-4-7575-8749-6 (EE) | 7 de agosto de 2024     | 978-65-259-1477-0                        |
| 13  | 24 de maio de 2024     | 978-4-7575-9132-5 978-4-7575-9133-2 (EE) | 6 de novembro de 2024   | 978-65-259-2965-1                        |
| 14  | 25 de novembro de 2024 | 978-4-7575-9492-0 978-4-7575-9493-7 (EE) | julho de 2025           | 978-65-259-3685-7                        |
| 15  | 25 de julho de 2025    | 978-4-7575-9972-7                        | —                       | —                                        |

### Anime

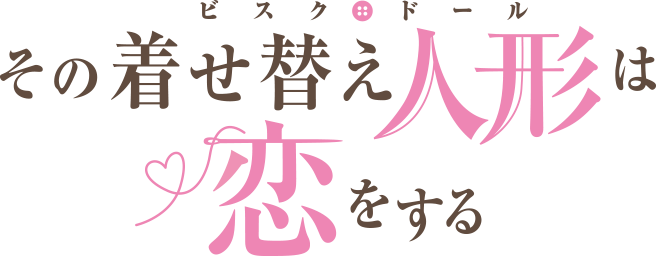
Logotipo do anime

Uma adaptação da série para anime foi anunciada na nona edição de Young Gangan, que foi publicada em 16 de abril de 2021. A série é animada pelo estúdio CloverWorks, dirigida por Keisuke Shinohara, Yoriko Tomita no roteiros, Kazumasa Ishida no design personagens e também atua como diretor-chefe de animação, e Takeshi Nakatsuka é o compositor músical. A estreia foi em 9 de janeiro de 2022 na Tokyo MX e suas filiadas.
No Brasil e Portugal a animação é transmitida simultaneamente e licenciada pela Crunchyroll e Funimation, em todo o mundo, exceto os países da Ásia. A Muse Communication licenciou a animação na região sudeste da Ásia. No dia 29 de janeiro de 2022 o anime recebeu dublagem para português brasileiro com três semanas de diferença da versão original.

#### Músicas
Os temas de abertura e encerramento são, respectivamente:
- Sansan Days (燦々デイズ) – Spira Spica

- Koi no Yukue (恋ノ行方) – Akari Akase

#### Lista de episódios
| Nº | Título em português (Título original) | Dirigido por                      | Escrito por          | Exibição original       |
| --- | --- | --------------------------------- | -------------------- | ----------------------- |
| 1 | "Alguém que vive no lado oposto do mesmo mundo que o meu" Transcrição: "Jibun to wa Magyaku no Sekai de Ikite Iru Hito" (自分とは真逆の世界で生きている人) | Keisuke Shinohara                 | Keisuke Shinohara    | 8 de janeiro de 2022    |
| Desde criança, Gojo Wakana esteve dedicando o seu tempo para melhorar suas habilidades como um artesão de bonecas hina. Por conta disso, Wakana ainda não conseguiu fazer nenhuma amizade no colegial por receio do seu hobby ser considerado incomum e esquisito para outras pessoas. As coisas mudam quando ele se sente tocado pelas palavras de Marin, uma linda e popular colega de classe que não tem vergonha de assumir que é otaku! | |                                   |                      |                         |
| 2 | "Quer começar a fazer isso logo?" Transcrição: "Sassoku, Shiyokka?" (さっそく、しよっか？)                                                                 | Yoshihiro Hiramine                | Yoshihiro Hiramine   | 15 de janeiro de 2022   |
| Após seu segredo ser descoberto, Gojo aceita, por livre e espontânea vontade, ajudar Kitagawa costurando um cosplay para ela. | |                                   |                      |                         |
| 3 | "Então, vamos sair?" Transcrição: "Ja, Tsukiatchau?" (じゃ、付き合っちゃう？)                                                                              | Hideyuki Satake                   | Keisuke Shinohara    | 22 de janeiro de 2022   |
| Gojo se preocupa com as fofocas pelos corredores da escola quando começam a estranhar Marin conversando com ele normalmente, então decide se afastar. | |                                   |                      |                         |
| 4 | "Isso é da sua namorada?" Transcrição: "Kore, Kanojo no Toka?" (これ、彼女のとか？)                                                                        | Yūichirō Komuro                   | Yūichirō Komuro      | 29 de janeiro de 2022   |
| Isso é da sua namorada? | |                                   |                      |                         |
| 5 | "O decote é o que importa mais, certo?" Transcrição: "Kono Naka de Ichiban Ii Chichibukuro da kara jan?" (この中で一番いい乳袋だからじゃん？)              | Takashi Sakuma                    | Yoshihiro Hiramine   | 5 de fevereiro de 2022  |
| Marin se empolga com o cosplay de Shizuku-tan e decide ir ao seu primeiro evento como cosplayer! | |                                   |                      |                         |
| 6 | "É sério?!" Transcrição: "Ma!?" (マ！？) | Shin'ichirō Ushijima              | Shin'ichirō Ushijima | 12 de fevereiro de 2022 |
| Marin percebe que está sentindo coisas estranhas a respeito de Wakana. O avô de Wakana retorna para casa e conhece a cosplayer. | |                                   |                      |                         |
| 7 | "Ai, um encontro com a pessoa que eu gosto!" Transcrição: "Shukipi to Ouchi Dēto Yaba" (しゅきぴとおうちデートやばっ)                                      | Ken Sanuma                        | Yoshihiro Hiramine   | 19 de fevereiro de 2021 |
| Wakana precisa assistir o anime "Brava Princesa das Flores" para que possa começar a fazer o cosplay de Lobélia Negra. Marin se oferece a emprestar os DVDs do anime a ele, mas Wakana precisará passar em sua casa para buscar a coleção dos episódios. | |                                   |                      |                         |
| 8 | "Aprendendo sobre iluminação" Transcrição: "Gyakkō, Osusume Desu" (逆光、オススメです)                                                                     | Yūsuke Kawakami                   | Yūsuke Kawakami      | 26 de fevereiro de 2022 |
| Wakana e Marin conhecem Shinju, a irmã mais nova e fotógrafa da cosplayer Juju. Shinju explica as diferenças de uma fotografia tirada com uma câmera profissional para os dois. | |                                   |                      |                         |
| 9 | "Dá para encontrar várias coisas em uma foto" Transcrição: "Shashin o Mitara Iroiro Atta kara Desu" (写真を見たら色々あったからです)                       | Yūta Yamazaki                     | Yūta Yamazaki        | 5 de março de 2022      |
| Com os cosplays de Lobélia Negra e Lírio Negro finalizados, o próximo passo é a sessão de fotos! Shinju se abre para Wakana sobre o seu desejo reprimido. | |                                   |                      |                         |
| 10 | "Todos têm seus problemas" Transcrição: "Dare ni demo Iroiro Arun Desu" (誰にでも色々あるんです)                                                           | Kento Nakagomi                    | Yūna Suginogaki      | 12 de março de 2022     |
| O cosplay de Shinju surpreende sua irmã positivamente, e a sessão de fotos em grupo se torna um sucesso! Após a sessão, as irmãs Inui têm uma conversa sincera sobre como se sentem em relação aos cosplays. | |                                   |                      |                         |
| 11 | "Estou em um motel neste momento" Transcrição: "Ore wa Ima, Rabu Hoteru ni Imasu" (俺は今、ラブホテルにいま)                                               | Yūsuke Yamamoto                   | Yūsuke Yamamoto      | 21 de maio de 2022      |
| Durante uma pausa em um mangá café, Marin apresenta um mangá que gosta a Wakana. Ao ver que Marin deseja fazer cosplay da protagonista, mas não se sente confiante disso, Wakana a apoia e a convence. | |                                   |                      |                         |
| 12 | "Essa boneca de porcelana se apaixonou" Transcrição: その着せ替え人形は恋をする                                                                            | Takahiro Majima, Tatsuya Ishiguro | Kenta Ihara          | 26 de março de 2022     |
| Marin está chateada pois quer muito assistir à queima de fogos de artifício, mas não poderá ir até terminar sua lição de casa do recesso de verão. São os últimos dias de férias de Wakana e Marin... | |                                   |                      |                         |

## Recepção
Em agosto de 2019, o mangá ficou em 6º lugar na categoria "Quadrinhos" de acordo com os votos para a quarta edição do Tsugini kuru Manga Taishō (次にくるマンガ大賞), organizado pela revista Da Vinci da Media Factory e pelo site Niconico.
O mangá ficou em 16º lugar para os leitores na edição de 2020 do Kono Manga ga Sugoi! guia da publicadora Takarajimasha.
O mangá foi classificado em 3º lugar na revista Nationwide Bookstore Employees' Recommended Comics of 2020 do Honya Club, uma pesquisa que coletou resultados de 1.100 funcionários profissionais de livrarias no Japão.
Jenelle Catherina analisou o anime para a CBR , argumentando que os dois protagonistas do programa "desafiaram as normas de gênero" e afirmou que é difícil "não amar a adoravelmente ousada Marin". Ela também disse que a série está emergindo como "uma fuga da temporada de inverno de 2022".

### Mangá
- «Sono Bisque Doll wa Koi o Suru» (em japonês). na Young Gangan
- Sono Bisque Doll wa Koi o Suru (mangá) na enciclopédia do Anime News Network (em inglês)
- «Minha Adorável Cosplayer». na editora Panini

### Anime
- Página oficial do Anime
- «TVアニメ『その着せ替え人形は恋をする』- @kisekoi_anime» (em japonês). twitter oficial (anime)
- Sono Bisque Doll wa Koi o Suru (anime) na enciclopédia do Anime News Network (em inglês)

Streaming
- «My Dress-Up Darling». na Funimation
- «My Dress-Up Darling». na Crunchyroll